# Clementon (Nueva Jersey)
Clementon es un borough ubicado en el condado de Camden en el estado estadounidense de Nueva Jersey. En el año 2010 tenía una población de 5.000 habitantes y una densidad poblacional de 1000 personas por km².

## Geografía
Clementon se encuentra ubicado en las coordenadas 39°48′15″N 74°59′08″O / 39.80417, -74.98556.

## Demografía
Según la Oficina del Censo en 2000 los ingresos medios por hogar en la localidad eran de $42,207 y los ingresos medios por familia eran $50,963. Los hombres tenían unos ingresos medios de $33,879 frente a los $29,777 para las mujeres. La renta per cápita para la localidad era de $18,510. Alrededor del 9.3% de la población estaba por debajo del umbral de pobreza.